# نیکون کولپیکس اس۲۵۰۰
نیکون کولپیکس اس۲۵۰۰ (به انگلیسی: Nikon Coolpix S2500) یک دوربین عکاسی کامپکت ساخت شرکت نیکون است.